# Карнунт

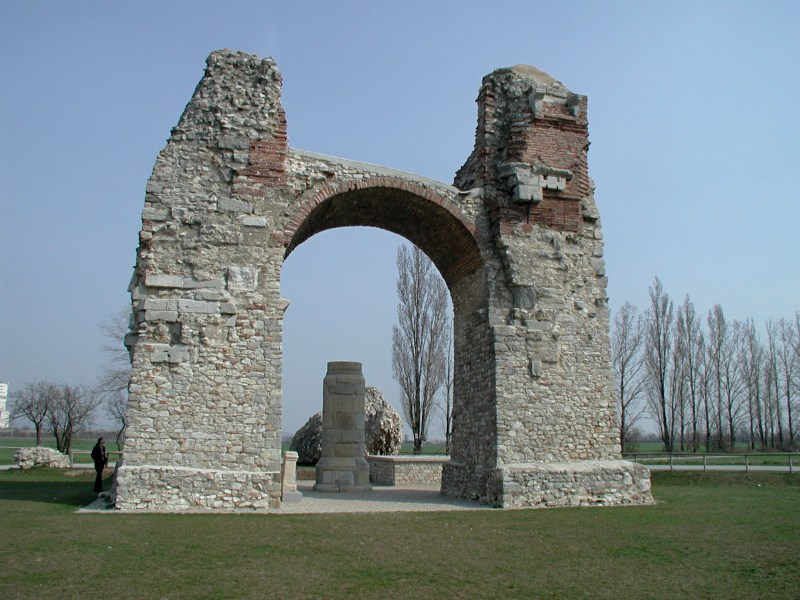
Римские «Языческие ворота» в Карнунте

Карнунт (также Карнунтум; лат. Carnuntum) — римский военный лагерь на пересечении Янтарного пути с Дунаем, административный центр Верхней Паннонии, музеифицированные развалины которого находятся близ австрийского посёлка Петронелль-Карнунтум, на полпути из Вены в Братиславу. Предполагается, что население римского города Карнунт составляло около 50 тысяч человек.
Карнунт служил для римлян опорным пунктом, особенно во время Маркоманской войны. С тех пор XIV Парный легион и XV Аполлонов легион были дислоцированы в Карнунте; здесь была стоянка для дунайского флота. В IV веке Карнунт был разрушен германцами. Хотя лагерь и был частично восстановлен, однако он уже не получил былого значения. Был окончательно превращен в развалины венграми в Средние века.
Карнунт не раз упоминается древними историками. Здесь император Марк Аврелий написал часть своего сочинения «Προς εαυτόν» («Рассуждения о самом себе»); здесь же был провозглашен императором Септимий Север. В 308 году в Карнунте произошёл известный съезд тетрархов.
В Карнунте также были обнаружены хорошо сохранившиеся руины школы гладиаторов. Её окружали толстые стены. Внутри находился целый комплекс сооружений, среди которых выделяется небольшой цирк для обучения гладиаторов. Обнаружены также около 40 крошечных камер, большие термы, кладбище, тренировочный зал с подогреваемым полом и различные административные строения.

## Видеоматериалы
Видеоролик с компьютерной реконструкцией Карнунта и прилегающей местности.